# Fama
Fama (Ossa) – w mitologii rzymskiej uosobienie wieści, szybko rozchodzącej się plotki, pogłoski.
Przedstawiana jako skrzydlate bóstwo o niezliczonych ustach, oczach i uszach bądź jako uskrzydlona postać kobieca z trąbą przy ustach.
Jej greckim odpowiednikiem była Feme.
W potocznym znaczeniu – wieść, pogłoska, także rozgłos.